# Sciurumimus
Sciurumimus albersdoerferi
Genre
Espèce
Sciurumimus, (nom scientifique signifiant « qui imite l'écureuil »), est un genre éteint de petits dinosaures théropodes de la super-famille des Megalosauroidea, datant du  Jurassique supérieur (Kimméridgien, il y a environ 155 millions d'années). Il est nommé ainsi en raison de la touffe de filaments semblable à des poils ornant sa queue, Sciurus étant le nom de genre de l'écureuil.
Il provient de la carrière Rygol, en Bavière (Allemagne). Une seule espèce est connue, Sciurumimus albersdoerferi, nommée en 2012 en même temps que le genre sur la base d'un unique spécimen juvénile, articulé et extrêmement bien conservé.

## Description et position phylogénétique
Il s'agissait d'un dinosaure bipède carnivore, en attestent ses dents recourbées et pourvues de serrations. Le fossile retrouvé est relativement petit, 70 cm de long environ, mais il s'agit d'un très jeune spécimen. Il est possible qu'il se nourrissait de petites proies ou bien d'insectes. Sciurumimus met en évidence la présence de structures tégumentaires semblables à des plumes de type I, c'est-à-dire la morphologie la plus primitive pour des plumes. Ces protoplumes se retrouvent au niveau des gastralias de l'animal ainsi que sur la queue et le dos (qui arborent de plus longs filaments). Il est probable que la totalité du corps était recouverte de plumes, mais il est également possible qu'il perdait ses plumes à l'âge adulte, comme cela avait été suggéré pour certains Tyrannosauridae géants. Des tissus musculaires ont également été préservés au niveau du tibia. D'autres éléments fossilisés ont été interprétés comme du collagène ou encore des follicules. De telles structures, molles, ont été identifiées grâce à l'utilisation de la lumière UV.
Le squelette avait de prime abord été considéré comme étant celui d'un Compsognathidae. Néanmoins, après analyse phylogénétique, il s'avère qu'il comporte des caractères apomorphiques typiques des Megalosauroidea.

## Évolution
L'existence de dinosaures non aviens à plumes est connue depuis longtemps. Ainsi des plumes de type I ont été retrouvées chez des Ornithischiens (Tianyulong, Heterodontosaurus), des Tyrannosauroidea (Dilong, Yutyrannus), des Therizinosauridae (Beipiaosaurus) et des  coelurosauriens (Sinosauropteryx, qui est un Compsognathidae...). D'autres groupes de dinosaures (maniraptoriens par exemple) possédaient des plumes plus dérivées (Oviraptoridae comme Caudipteryx, Deinonychosauria comme Microraptor, Ornithomimidae (le genre Ornithomimus, et Anchiornis, Alvarezsauridae comme Shuvuuia,...).
Sciurumimus est donc le théropode le plus basal à montrer des plumes préservées, n'étant pas un coelurosaurien.